# Last Wedding

Last Wedding est un film canadien réalisé par Bruce Sweeney (en) et sorti en 2001.

## Fiche technique
- Réalisation  : Bruce Sweeney (en)
- Scénario : Bruce Sweeney
- Production :  British Columbia Film
- Musique : Don MacDonald
- Durée : 100 minutes
- Date de sortie :
  - 6 septembre 2001 ( Canada)
  - 1er juillet 2002 ( Royaume-Uni)

## Distribution
- Ben Ratner : Noah
- Frida Betrani : Zipporah
- Tom Scholte : Peter
- Nancy Sivak : Leslie
- Vincent Gale : Shane
- Molly Parker : Sarah
- Marya Delver : Laurel
- Babs Chula : Bobbi
- Kathleen Duborg : Karen
- Jay Brazeau : Noah's Father
- Kevin McNulty : Rabbi
- Sam Feldman : Sam Feldman
- Jillian Fargey
- Simone Bailly

## Nominations et récompenses
- Meilleur film pour le Toronto Film Critics Association[1]
- Meilleur acteur dans un second rôle pour Vincent Gale